# Белыхино
Белыхино — деревня в Ступинском районе Московской области в составе Аксиньинского сельского поселения (до 2006 года — Аксиньинский сельский округ). Белыхино на 2015 год — дачный посёлок: при 2 жителях в деревне 3 улицы и 1 садовое товарищество.
Белыхино расположено в центральной части района, в 1 километре северо-западнее Московского большого кольца (по грунтовой дороге), высота центра деревни над уровнем моря — 158 м. Ближайшие населённые пункты: около 1 км на юг пгт Малино (там же железнодорожная станция) и, примерно в 2 км восточнее — Карпово.

## Население
| 2002 | 2006 | 2010 |
| ---- | ---- | ---- |
| 8    | ↘4   | ↘2   |

С 2015го года, в Белыхино больше никто не прописан, и численность населения населенного пункта больше не считается.